# Gustaf Bonde (1698–1772)
Gustaf Ulf Bonde af Säfstaholm, född 11 december 1698 i Stockholm, död 10 september 1772 i Västra Vingåkers församling, Södermanlands län, var en svensk kammarherre och greve av ätten Bonde af Säfstaholm.

## Biografi
Gustaf Ulf Bonde af Säfstaholm föddes 1698 i Stockholm och döptes 14 december samma år på Kungshuset, där kung Karl XII var fadder. Han var son till Claës Ulfsson Bonde, och friherrinnan Beata Märta Sparre. Bonde blev 7 september 1719 kammarjunkare och 8 mars 1720 kammarherre. Han blev 29 november 1722 auskultant i Bergskollegium. Bonde avled 1772 på Sävstaholms slott och begravdes bredvid sin fru i Västra Vingåkers kyrka.

### Egendom
Bonde ägde Säfstaholms slott i Västra Vingåker socken och Vibyholms slott.
1730 blev Gustaf Ulf Bonde ägare till Vibyholms slott. På hans initiativ utfördes en större ombyggnad av huvudbyggnaden som då var förfallen. Egendomen är sedan dess i släkten Bonde respektive deras ättlingar.

### Familj
Bonde gifte sig 10 maj 1726 i Stockholm med friherrinnan Hedvig Sofia Banér, dotter till generallöjtnanten friherre Johan Banér och Margareta Charlotta Banér. De fick tillsammans barnen Beata Charlotta Bonde  (1727–1734), Claes Johan Bonde  (1728–1748), Ulrika Christina Bonde (1730–1764) som var gift med en av rikets herrar, greve Charles Emil Lewenhaupt och Ebba Margareta Bonde (1746–1784) som var gift med riksrådet och riksmarskalken greve Carl Bonde af Björnö.